# Église Sainte-Anne de Ménival

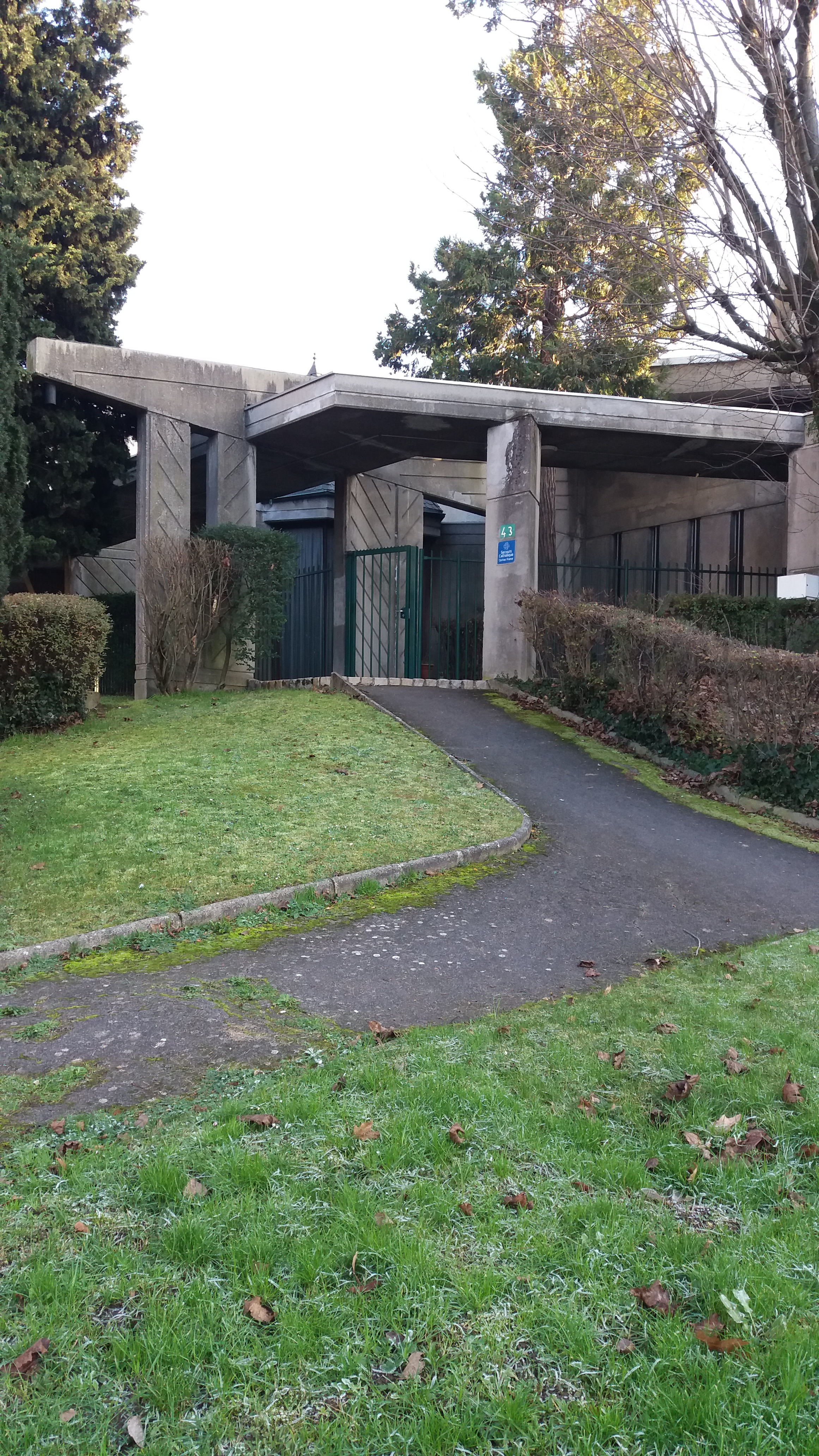
Église Sainte-Anne de Ménival

L'église Sainte-Anne de Ménival est une église située dans le 5e arrondissement de Lyon.

## Histoire
En 1967, le Cardinal Renard décide de créer une paroisse et une église dans le quartier de Ménival. Il organise un concours auquel participent 27 architectes français.

## Description
L'église est construite avec des murs en béton sur un plan polygonal. Son toit se termine au centre par un lanterneau doré en forme de couronne.
À l'intérieur, un Christ stylisé passe de la Crucifixion à la Résurrection : ses pieds sont encore cloués, mais ses mains et sa tête se redressent vers le ciel. La chapelle du Saint-Sacrement est éclairée par un vitrail de Georges Faure.